# Нівський
Нівський (рос. Нивский) — селище у Кандалакському районі Мурманської області Російської Федерації.
Населення становить 1043 особи. Належить до муніципального утворення Кандалакське міське поселення .

## Населення
| 1939 | 1959  | 1970  | 1979  | 1989  | 2002  | 2010  |
| ---- | ----- | ----- | ----- | ----- | ----- | ----- |
| 7287 | ↘3786 | ↘1612 | ↘1477 | ↗1622 | ↘1265 | ↘1043 |